# Amolops caelumnoctis
Amolops caelumnoctis es una especie de anfibio anuro de la familia Ranidae.

## Distribución geográfica
Esta especie es endémica de Yunnan en el sur de la República Popular China. 
Se encuentra a unos 2400 m sobre el nivel del mar en el condado de Lüchun.

## Publicación original
- Rao & Wilkinson, 2007 : A new species of Amolops (Anura: Ranidae) from Southwest China. Copeia, vol. 2007, n.º 4, p. 913-919.[4]